# Patriarhul Alexei I al Moscovei
Patriarhul Alexei I (uneori Alexie I, în rusă Патриарх Алексий I), născut Serghei Vladimirovici Simanski (în rusă Серге́й Владимирович Симанский; n. 27 octombrie/8 noiembrie 1877, Moscova, Imperiul Rus – d. 17 aprilie 1970, Peredelkino, RSFS Rusă, URSS), a fost cel de-al 13-lea patriarh al Moscovei și al întregii Rusii și primat al Bisericii Ortodoxe Ruse de la 4 februarie 1945 până la 17 aprilie 1970, când a murit. 

## Biografie

### Formarea teologică și primele funcții
S-a născut în Moscova, într-o familie nobilă, iar tatăl său era șambelan la Curtea Imperială rusă. A urmat studii liceale la Liceul „Țareviciul Nicolae” din Moscova (1891-1895) și apoi studii universitare la Universitatea Imperială din Moscova. În 1899 a absolvit Facultatea de Drept a Universității Imperiale din Moscova cu lucrarea Combatanții și necombatanții în vremea războiului, specializându-se în drept internațional. A fost încorporat apoi în armată și în anii 1899-1900 și-a satisfăcut stagiul militar în Regimentul 7 grenadieri din Samogitia. În anul 1900 s-a înscris la Academia Teologică din Moscova și a devenit licențiat în teologie în 1904 cu lucrarea Principiile dominante înaintea judecății mitropolitului Filaret în conștiința juridică-morală actuală. La acea vreme, s-a alăturat mișcării conservatoare și monarhiste, iar în 1908 a fost ales președinte al organizației Uniunii Poporului Rus din gubernia Tula. 
A fost tuns în monahism la 9/22 februarie 1902, pe când era student în anul II la Academia Teologică din Moscova, primind numele de Alexei, și la 17 martie 1902 a fost hirotonit ierodiacon, iar un an și jumătate mai târziu, la 21 decembrie 1903/3 ianuarie 1904, a fost hirotonit ieromonah. În 1904, după absolvirea studiilor teologice, a fost numit inspector la Seminarul Teologic din Pskov. În anul 1906 a fost ridicat la rangul de arhimandrit și numit rector al Seminarului Teologic din Tula.
Cinci ani mai târziu, la 6 octombrie 1911, a devenit rector al Seminarului Teologic din Novgorod și superior al Mănăstirii „Sf. Antonie” din același oraș. La 28 martie 1913 țarul Nicolae al II-lea a aprobat raportul Sfântului Sinod cu privire la numirea arhimandritului Alexei Simanski ca episcop al Tihvinului și al doilea vicar al Eparhiei Novgorodului, iar arhimandritul Alexei a fost hirotonit arhiereu la 28 aprilie/11 mai 1913 în vechea catedrală „Sf. Sofia” din Novgorod de către patriarhul Grigorie al IV-lea al Antiohiei (aflat în vizită în Rusia), asistat de arhiepiscopul Arsenie Stadnițchi al Novgorodului și de alți episcopi.

### Activitatea sa după Revoluția din Octombrie
După Revoluția Bolșevică episcopul Alexei Simanski a fost arestat de mai multe ori. În anul 1921 a fost numit vicar al Eparhiei Petrogradului, cu titlul de episcop de Iamburg, iar în 1922 a fost exilat în Kazahstan. În 1926 s-a întors la Sankt Petersburg (care fusese redenumit Leningrad) și a fost numit administrator al Eparhiei Novgorodului, cu titlul de arhiepiscop de Hutîn.
La 29 iulie 1927 mitropolitul Serghie Stragorodski, în calitate de conducător de facto al Bisericii Ortodoxe Ruse, a semnat o declarație de loialitate necondiționată față de statul sovietic. Declarația a fost semnată de toți membrii Sfântului Sinod, inclusiv de arhiepiscopul Alexei de Hutîn.
Arhiepiscopul Alexei a condus Eparhia Novgorodului în cea mai mare parte a următorilor șapte ani, în timp ce mitropolitul Arsenie Stadnițchi s-a aflat în închisoare sau în exil. După ce la 18 mai 1932 a fost numit mitropolit de Staraia Russa și vicar al Eparhiei de Novgorod, Alexei Simanski a devenit la 24 august 1933 mitropolit de Novgorod, înlocuindu-l pe Arsenie Stadnițchi, care fusese numit mitropolit de Tașkent și Turkestan. O lună și jumătate mai târziu, la 5 octombrie 1933, mitropolitul Alexei a fost transferat mitropolit de Leningrad, în locul lui Serafim Ciceagov, care s-a retras din cauza vârstei înaintate (77 de ani), a sănătății tot mai șubrede și a amenințării că va fi arestat.
A mers la Leningrad pe 29 octombrie 1933 și s-a stabilit la mănăstirea Novodevici. Alungat de acolo de către puterea sovietică, s-a mutat în 1937 în complexul mănăstiresc al Catedralei „Sf. Vladimir” din Sankt Petersburg și apoi, în 1940, în complexul mănăstiresc al Catedralei „Sf. Nicolae” din Sankt Petersburg. În timpul celui de-al Doilea Război Mondial a rămas în orașul asediat de armatele germane. A fost membru din Sovietul de stat al URSS și i-a îmbărbătat permanent cu predici și slujbe religioase pe militarii ruși în timpul blocadei Leningradului, fiind decorat cu medalia „Pentru apărarea Leningradului”.
Prevalându-se de prevederile Sfântului Sinod al Bisericii Ortodoxe Ruse din 1917—1918, prin care primatul ortodox rus primea dreptul de a desemna un succesor temporar al scaunului patriarhal până la alegerea unui nou patriarh, mitropolitul Serghie al Moscovei și Kolomnei (locțiitor de patriarh) l-a numit la 12 octombrie 1941 ca succesor, în cazul morții sale, pe mitropolitul Alexei al Leningradului și Novgorodului, cel mai vechi ierarh.
Abia după invazia germană în Uniunea Sovietică în 1941, Iosif Stalin a început să reducă campania antireligioasă, având nevoie de sprijinul moral al Bisericii în timpul războiului. Conducătorul URSS-ului a încercat să apeleze la sentimentele patriotice ale poporului rus, în special ale țăranilor (coloana vertebrală a Armatei Roșii), care crescuseră în familii cu sentimente încă profund religioase.
În 4 septembrie 1943 mitropolitul Alexei, împreună cu mitropoliții Serghie al Moscovei și Kolomnei și Nikolai Iarușevici al Kievului și Galiției, s-au întâlnit cu Iosif V. Stalin la Kremlin, unde s-a luat o decizie istorică cu privire la soarta Bisericii în statul sovietic condus de partidul comunist ateu. În urma negocierilor, Stalin a promis unele concesii religioase în schimbul loialității clerului față de guvernul comunist și a asistenței acordate efortului de război. Printre concesiile acordate de Stalin au fost deschiderea Seminarului Teologic și a Academiei Teologice din Moscova, eliberarea clericilor închiși, restituirea unor proprietăți bisericești, inclusiv faimoasa Lavră Sfânta Treime a Sfântului Serghie de Radonej. Au fost redeschise 1.084 de biserici și opt seminarii, preoții au fost scutiți de efectuarea serviciului militar, s-a permis desfășurarea activităților caritabile și tipărirea publicațiilor religioase. Astfel, Biserica Ortodoxă Rusă a putut să funcționeze din nou în mod legal după două decenii de persecuții severe. În schimb, guvernul sovietic a plasat Biserica sub controlul serviciilor sale secrete.
Cu toate acestea, cea mai importantă concesie a fost permisiunea reunirii Consiliului Episcopal și a alegerii unui nou patriarh. La 8 septembrie 1943 soborul episcopilor ortodocși ruși l-a ales pe mitropolitul Serghie al Moscovei și Kolomnei în rangul de patriarh al Moscovei și al întregii Rusii. Alexei Simanski a devenit membru permanent al Sf. Sinod al Bisericii Ortodoxe Ruse și la 10 decembrie 1943, înainte de eliberarea Novgorodului de sub ocupația germană, a primit titlul de „mitropolit al Leningradului și Novgorodului”.

### Patriarh al Moscovei

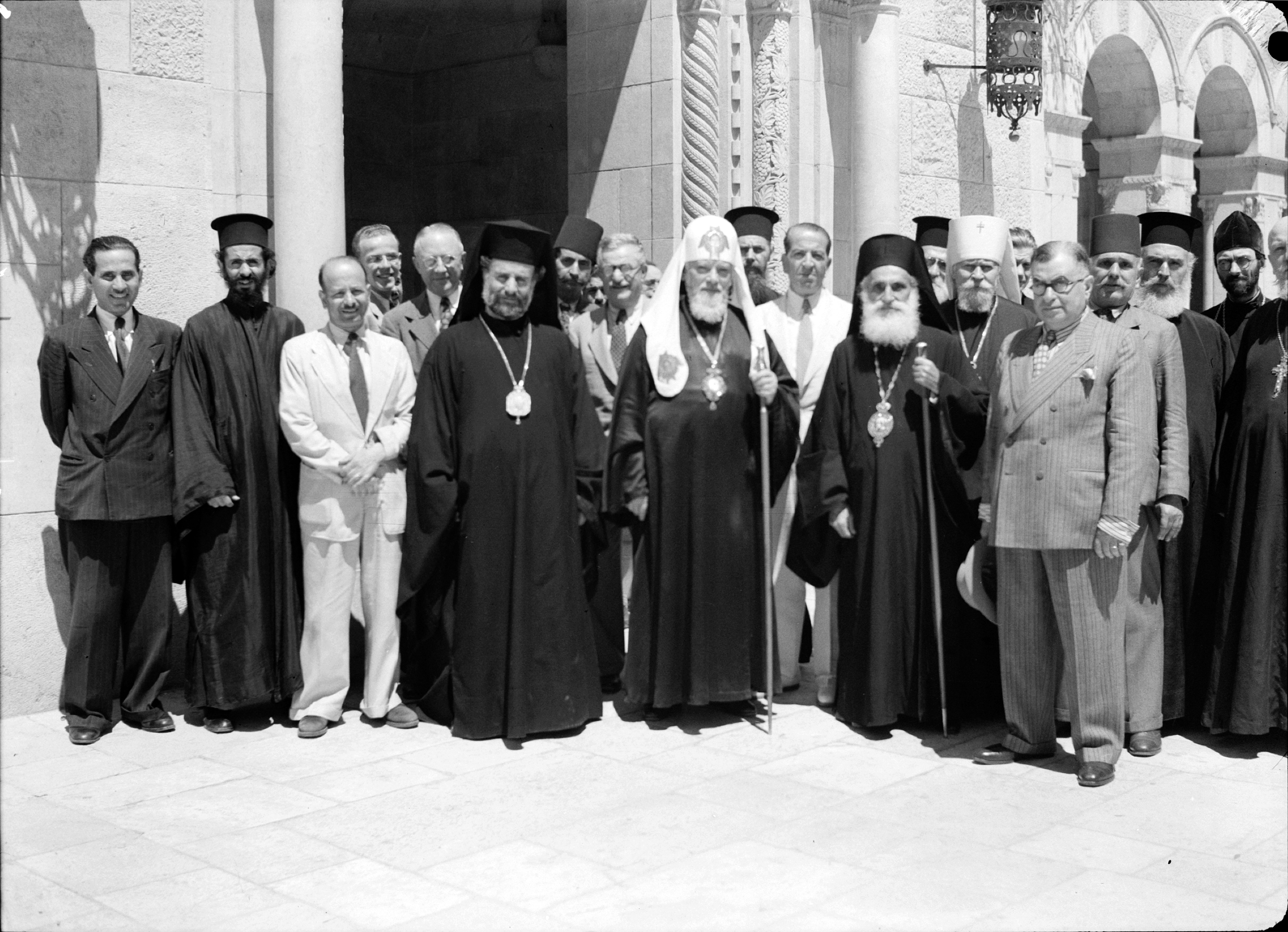
Patriarhul Alexei I la Ierusalim, 1945

Când patriarhul Serghie a murit pe data de 15 mai 1944, Sfântul Sinod al Bisericii Ortodoxe Ruse l-a desemnat pe mitropolitul Alexei în rangul de locțiitor de patriarh. În prima sa declarație după preluarea controlului asupra Bisericii Ortodoxe Ruse, mitropolitul l-a asigurat pe Stalin de „afecțiunea și recunoștința profundă” și a promis să „protejeze Biserica de erori și de pașii greșiți”.
La 2 februarie 1945, cu aprobarea lui Stalin, mitropolitul Alexei a fost ales în unanimitate patriarh al Moscovei și al întregii Rusii și a fost întronizat pe 4 februarie 1945.
În 1946 Alexei I a prezidat controversata „reunificare” a Bisericii Greco-Catolice Ucrainene cu Biserica Ortodoxă Rusă, pe care multă lume a considerat-o o preluare forțată realizată în urma dispozițiilor guvernului stalinist. Tot în 1946 patriarhul Alexei le-a cerut tuturor catolicilor din Uniunea Sovietică să renunțe la subordonarea lor față de papă: „Eliberați-vă! Trebuie să rupeți lanțurile Vaticanului, care vă aruncă în prăpastia greșelii, a întunericului și a căderii spirituale. Grăbiți-vă, întoarceți-vă la adevărata voastră mamă, Biserica Ortodoxă Rusă!” Papa Pius al XII-lea a răspuns: „Căci, cine nu știe că patriarhul Alexei, ales recent de episcopii schismatici ai Rusiei, în scrisoarea sa trimisă Bisericii Rutene - cu care a contribuit nu puțin la inițierea acestei persecuții - a promovat cu entuziasm și a predicat în mod deschis părăsirea Bisericii Catolice”.
Patriarhul Alexei s-a alăturat Consiliului Mondial al Păcii, „o organizație sovietică de frunte”, când aceasta a fost fondată în 1949. Potrivit istoricilor militari Christopher Andrew și Vasili Mitrohin patriarhul Alexei și mitropolitul Nikolai Iarușevici „au fost foarte apreciați de KGB ca agenți de influență”.

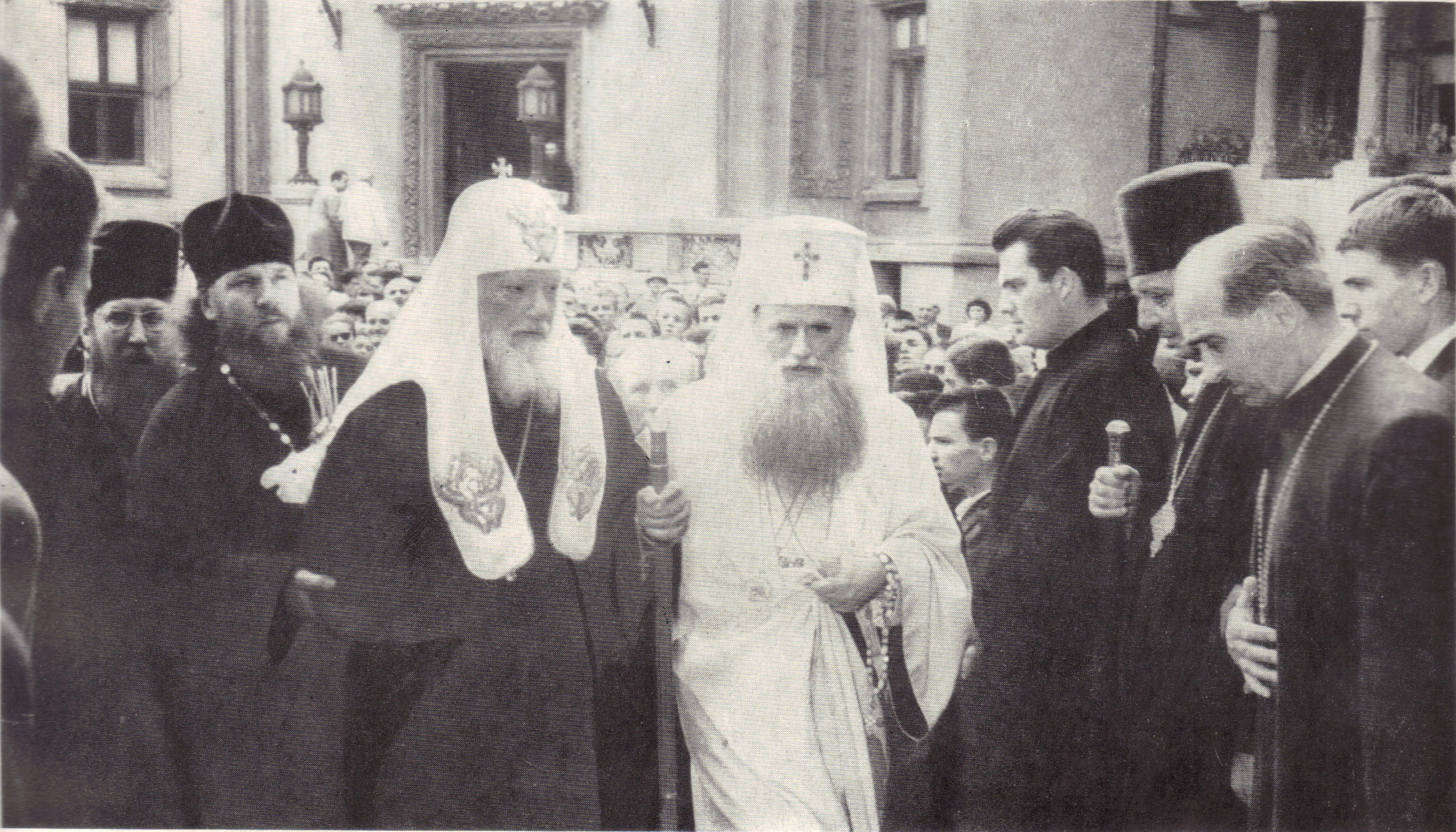
Primirea patriarhului Alexei al Moscovei de către patriarhul Justinian, cu ocazia vizitei sale la București (iunie 1962)

După moartea lui Stalin la 5 martie 1953 patriarhul a elaborat o declarație personală de condoleanțe adresată Consiliului de Miniștri al URSS, în care îi deplângea dispariția astfel: „Moartea lui este o pierdere grea pentru patria noastră și pentru toți oamenii care o locuiesc. Întreaga Biserică Ortodoxă Rusă, care nu va uita niciodată atitudinea lui binevoitoare față de nevoile Bisericii, suferă o mare jale la moartea lui. Amintirea sa luminoasă va trăi mereu în inimile noastre. Biserica noastră proclamă veșnica lui pomenire cu un sentiment special de dragoste permanentă.” În 1955 patriarhul Alexei a declarat: „Biserica Ortodoxă Rusă susține politica externă complet pașnică a Uniunii Sovietice, nu pentru că Biserica ar duce lipsă de libertate, ci pentru că politica sovietică este corectă și conformă cu idealurile creștine pe care Biserica le predică”.
După 1958, totuși, clericii Bisericii Ortodoxe Ruse au trebuit să suporte un nou val de persecuții, desfășurat mai ales la ordinele noului lider sovietic Nikita Hrușciov. Cu toate acestea, KGB-ul a îngăduit patriarhului Alexei să trimită reprezentanți ai Bisericii Ortodoxe Ruse la Conferința creștină pentru pace din 1958 și la Consiliul Mondial al Bisericilor din 1961.
În 1965 preoții Gleb Iakunin și Nikolai Eșilman au adresat patriarhului Alexei o scrisoare deschisă. Potrivit lui Evgheni Barabanov, „ei au arătat convingător că o parte semnificativă a episcopatului conducător i-a ajutat pe atei, prin tăcere voluntară sau complicitate vicleană, să închidă biserici, mănăstiri și școli religioase, să lichideze comunitățile religioase, să instituie practica ilegală de înregistrare a botezurilor și le-a oferit controlul asupra numirii și transferării preoților”. Scrisoarea a fost publicată ca samizdat (adică „autopublicată” în presa clandestină). În mai 1966 patriarhul Alexei a dispus interdicția slujirii pentru ambii preoți. Dizidentul sovietic Aleksandr Soljenițîn a criticat cu asprime hotărârea patriarhului cu privire la preoții Gleb și Nikolai în propria lui scrisoare deschisă. 
Patriarhul Alexei a murit în urma unui infarct miocardic la vârsta de 92 de ani în 1970 și a fost îngropat în Lavră Sfânta Treime a Sfântului Serghie de Radonej din Serghiev Posad, aflată în apropierea Moscovei.

## Evaluarea perioadei patriarhului Alexei I
Susținătorii îl laudă pe patriarhul Alexei I pentru că a depus un mare efort pentru a asigura supraviețuirea creștinismului în Rusia, promovând pacea și unitatea interbisericească, în timp ce adversarii l-au acuzat adesea de complicitate cu autoritățile sovietice. 
Un critic marcant al administrației patriarhului Alexei a fost preotul Gleb Iakunin, care a susținut în cărțile și articolele sale că ierarhia postbelică a Bisericii Ortodoxe Ruse a fost controlată de guvernul sovietic prin intermediul unor informatori ai KGB-ului.

## Distincții
- Ordinul Steaua Republicii Populare Romîne clasa I (2 iunie 1962) „pentru contribuție deosebită în slujba cauzei păcii și prieteniei între popoare”[16]